# Trust Nobody
«Trust Nobody» es una canción del DJ noruego y productor de discos Cashmere Cat, con vocales de la cantante estadounidense Selena Gomez y el Rapero Canadiense Tory Lanez. Fue lanzado el 29 de agosto de 2015, como el segundo sencillo del álbum de estudio de debut de Cashmere Cat, 9 (2016). Cashmere Cat coescribió la canción con Benny Blanco, Frank Dukes, Starrah y Selena Gomez. Fue producido por Cashmere Cat, Benny Blanco y Frank Dukes.

## Videoclip
El video musical de "Trust Nobody" fue lanzado el 16 de noviembre de 2016. Fue dirigido por Jake Schreier y protagonizada por cinco bailarinas Jasmin Williams, Talia Koylass, Raphael Thomas, Dominique McDougal y Wally Pham, que bailaban en un escenario construido en el desierto.

## Listas
| Lista (2016)                                               | Mejor posición |
| ---------------------------------------------------------- | -------------- |
| Australia (ARIA)                                           | 46             |
| Bélgica (Flandes) (Ultratip Bubbling Under)                | 30             |
| Canadá (Canadian Hot 100)                                  | 61             |
| República Checa (Singles Digitál Top 100)                  | 52             |
| Francia (SNEP)                                             | 104            |
| Irlanda (IRMA)                                             | 69             |
| Italia (FIMI)                                              | 92             |
| Países Bajos (Mega Single Top 100)                         | 86             |
| Eslovaquia (Singles Digitál Top 100)                       | 53             |
| Reino Unido (UK Singles Chart)                             | 92             |
| Estados Unidos (Bubbling Under Hot 100 Singles)(Billboard) | 6              |